# Tony Martin (chanteur)
Pour les articles homonymes, voir Tony Martin et Martin.
Anthony Philip Harford, dit Tony Martin, est un chanteur et multi-instrumentiste britannique né le 19 avril 1957.
Il est célèbre pour avoir été le chanteur du groupe de heavy metal Black Sabbath de 1987 à 1991 puis de nouveau de 1994 à 1996. Il a enregistré cinq albums studio et un album live avec le groupe de Tony Iommi, ce qui en fait le chanteur le plus productif du groupe derrière Ozzy Osbourne et juste devant Ronnie James Dio.
Tony Martin a également à son actif trois albums solo et participé à plusieurs projets.

## Biographie
Chanteur au sein de diverses formations britanniques durant les années 1980 (parmi lesquelles le groupe Alliance), Tony Martin se fera connaître du grand public en devenant le nouveau chanteur de Black Sabbath au cours de l'année 1987. Il eut alors la lourde tâche de remplacer au pied levé le chanteur américain Ray Gillen, qui avait quitté précipitamment le groupe durant l'enregistrement de l'album The Eternal Idol. Tony Martin réenregistra donc toutes les parties vocales de l'album (déjà enregistrées par Gillen mais non mastérisées) et partit en tournée avec le groupe.
Si l'album et la tournée furent un échec commercial complet pour le groupe de Tony Iommi, Tony Martin s'imposa rapidement comme un élément de stabilité au sein du groupe et fut reconduit par Tony Iommi pour l'enregistrement de l'album suivant. Aidés de Cozy Powell, batteur au CV impressionnant (Rainbow, Whitesnake, Emerson, Lake & Powell), Martin et Iommi écrivirent ensemble l'album Headless Cross, qui sortit en 1989. Remarqué par la presse spécialisée, cet album est considéré par beaucoup comme le meilleur album de Tony Martin au sein de Black Sabbath. La tournée qui s'ensuivit eu un certain succès et redora le blason du groupe.
L'album suivant, Tyr (1990), inspiré très librement de la mythologie scandinave, continue sur la lancée de l'album Headless Cross et dans le style épique propre à Tony Martin. Malgré tout, ce dernier est écarté du groupe par Tony Iommi en 1991 afin de permettre le retour de Ronnie James Dio au sein de Black Sabbath. Martin profite de ce congé forcé pour enregistrer son premier album solo, Back Where I Belong, qui sort en 1992 et auquel participe Geoff Nicholls (claviériste de Black Sabbath depuis 1980).
Durant l'enregistrement de cet album, Tony Martin est recontacté en urgence par Tony Iommi qui subit les caprices de Ronnie James Dio lors de l'enregistrement de Dehumanizer. Tony Martin participera donc quelque temps à l'enregistrement de Dehumanizer avant que Dio ne revienne finalement finir les sessions d'enregistrement. Le travail de composition effectué par Martin sur Dehumanizer sera réutilisé deux ans plus tard sur Cross Purposes.
En 1992, Ozzy Osbourne annonce son désir de mettre un terme à sa carrière musicale et propose à Black Sabbath de faire la première partie de son concert d'adieux. Ronnie James Dio refuse de jouer en première partie de son rival historique et Tony Iommi fait de nouveau appel à Tony Martin pour le remplacer. Tony Martin étant alors en Angleterre et ne pouvant se rendre sur place en temps et en heure, c'est Rob Halford qui remplacera finalement Ronnie James Dio à la dernière minute.
En 1993, le second départ de Ronnie James Dio signe le retour officiel de Tony Martin au sein de Black Sabbath, bien qu'un retour de Ray Gillen ait été un temps envisagé. Le groupe enregistre l'album Cross Purposes qui sort en 1994. Cet album marque le retour de Black Sabbath à un style musical plus sombre, plus torturé, moins épique, déjà amorcé sur Dehumanizer. Un album live est tiré de la tournée (Cross Purposes Live) et le groupe entame l'enregistrement de Forbidden, le cinquième album avec Tony Martin. Produit par Ernie C du groupe Body Count, cet album est considéré par beaucoup comme l'un des plus mauvais du groupe, malgré ses qualités intrinsèques. La voix de Tony Martin y est peu mise en avant et les riffs de Tony Iommi semblent peu inspirés. Cet ultime échec commercial, ajouté à la perspective d'une possible reformation de la formation d'origine et du retour d'Ozzy Osbourne au sein du groupe, précipitent la fin de la carrière de Tony Martin au sein de Black Sabbath en 1996.
Depuis son départ de Black Sabbath, Tony Martin a enregistré de nombreux albums avec de multiples musiciens et a sorti un second album solo en 2005 (Scream) Geoff Nicholls, ami de longue date et remercié par Black Sabbath au début des années 2000, l'accompagne depuis en tournée, ainsi que son fils Joe Harford à la guitare. Tony Martin joue très régulièrement les titres de ses albums enregistrés avec Black Sabbath lors de ses concerts en solo.
Le 14 janvier 2022, Tony Martin sort son troisième album solo, Thorns, pour lequel il s'est entouré du guitariste Scott McClellan (qui a co-écrit l'album avec lui), du batteur Danny "Danté" Needham (Venom), des bassistes Magnus Rosén (Hammerfall) et Greg Smith (Alice Cooper, Rainbow, Blue Öyster Cult, etc.) ainsi que de la chanteuse Pamela Moore (carrière solo, Queensrÿche) qui chante avec lui sur le titre Thorns. Tony Martin déclare dans un communiqué que cet album est « probablement le plus 'Tony Martin' de tous les albums de Tony Martin ».

## Discographie

### Black Sabbath
- 1987 : The Eternal Idol
- 1989 : Headless Cross
- 1990 : Tyr
- 1994 : Cross Purposes
- 1995 : Cross Purposes Live (live)
- 1995 : Forbidden
- 1996 : The Sabbath Stones (compilation)

### En solo
- 1992 : Back Where I Belong
- 2005 : Scream
- 2022 : Thorns

### Aldo Giuntini
- 1999 : Giuntini Project II
- 2006 : Giuntini Project III

### Dario Mollo
- 1999 : The Cage
- 2002 : The Cage 2
- 2012 : The Third Cage

### Empire
- 2002 : Trading Souls
- 2005 : Raven Ride

### Bobby Rondinelli
- 2002 : Our Cross, Our Sins